# باول فرنسيس تانر
باول فرنسيس تانر (بالإنجليزية: Paul Francis Tanner)‏ هو كاهن كاثوليكي أمريكي، ولد في 15 يناير 1905 في بيوريا في الولايات المتحدة، وتوفي في 29 يوليو 1994.